# Roßkogel (Stubaier Alpen)
Der Roßkogel ist ein Berg in den Stubaier Alpen (Nördliche Sellrainer Berge) mit einer Höhe von 2646 m ü. A. Neben der Serles und der Nockspitze ist der westlich von Innsbruck gelegene Roßkogel von der Landeshauptstadt aus gesehen eine markante Berggestalt in den Stubaier Alpen.
Der Berg liegt nördlich von Gries im Sellrain und bildet einen Vierfachgrenzpunkt mit den Gemeinden Inzing, Oberperfuss und Sellrain (im Uhrzeigersinn). Etwa 500 Meter südwestlich des Roßkogels liegt der schroffe Weißstein (2640 m). Nach Nordosten hin entsendet der Roßkogel einen Kamm, der über den Krimpenbachsattel (1896 m) zum Rangger Köpfl (1939 m) führt. In Richtung Osten zieht vom Roßkogel ein Kamm über das Kögele (2195 m) in Richtung Oberperfuss hinunter.

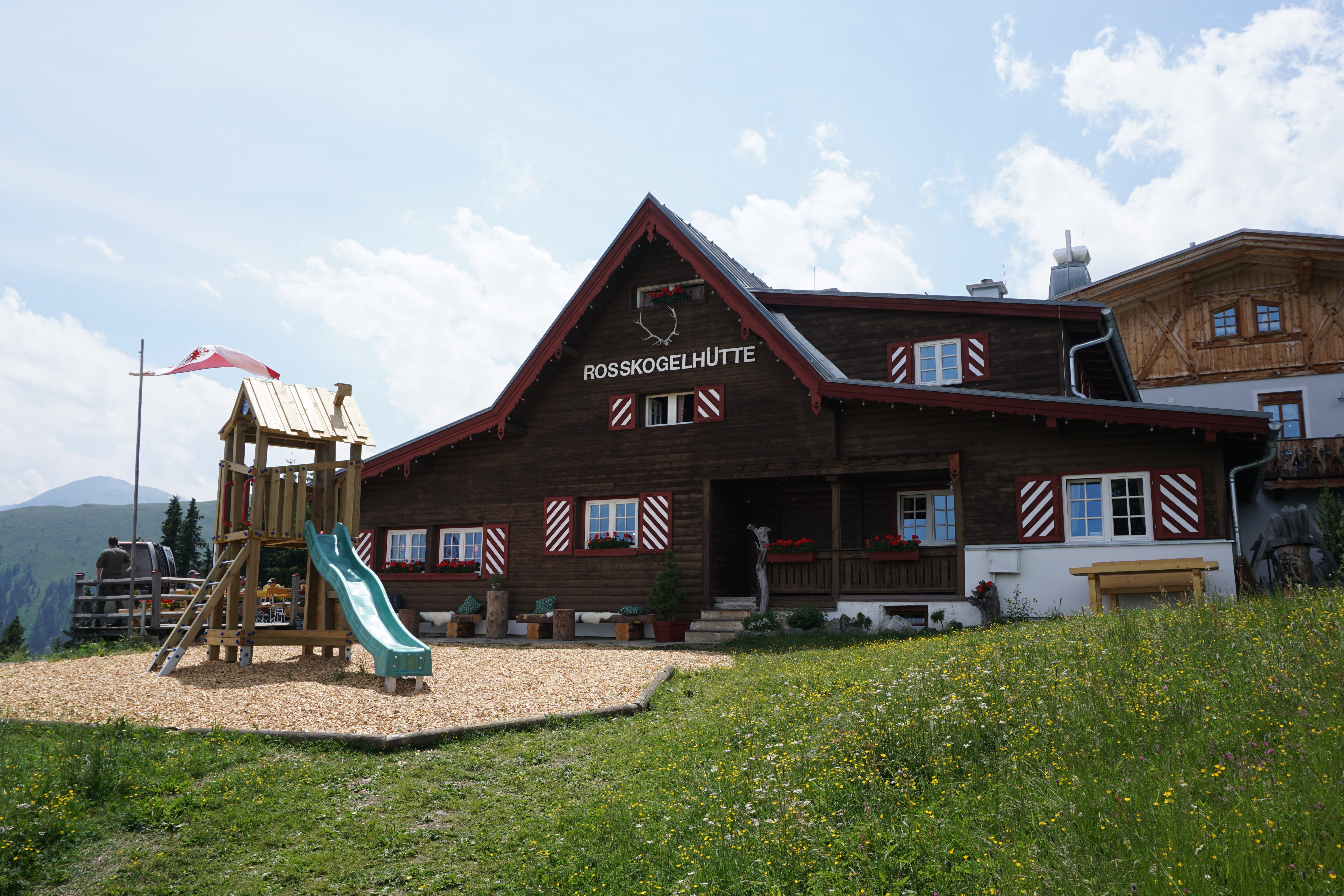
Die Roßkogelhütte

Der Gipfel des Roßkogels ist über Steige vom Sellrainer Ortsteil St. Quirin beziehungsweise von der Roßkogelhütte knapp unterhalb des Rangger Köpfls unschwierig erreichbar. Das Gipfelkreuz steht auf dem östlichen Gipfel, der wenige Meter niedriger ist als der westliche Gipfel, aber die schönere Aussicht bietet. Der Übergang vom Roßkogel zum Weißstein verlangt Kletterei im II. Grad der UIAA-Skala. Das ist zugleich auch der leichteste Aufstieg auf den Weißstein.